# PUP (musikgrupp)
PUP eller Pathetic Use of Potential är en kanadensisk musikgrupp från Toronto bildad 2010.
Deras debutalbum gavs ut i december 2013.